# Machsom Watch

Logo von Machsom Watch

Machsom Watch oder Checkpoint Watch (hebräisch מחסום; nach englisch watch für „Kontrollpunkt-Beobachter“) ist eine Gruppe israelischer Frauen, die israelische Checkpoints beobachtet, die Kontrollstellen also, welche sich zwischen Israel und den von Israel besetzten Gebieten und innerhalb der besetzten Gebiete befinden. Die Menschenrechtsorganisation, die sich selbst als „politisch pluralistisch“ bezeichnet, besteht nur aus Frauen. Die meisten seien berufstätig und haben einen „liberalen oder linken Hintergrund“.
Machsom Watch gibt an, 400 Mitglieder zu haben; dazu gehört auch die Tochter des ehemaligen israelischen Ministerpräsidenten Ehud Olmert, Dana Olmert.

## Geschichte und Aktivitäten
Machsom Watch wurde 2001 von Ronnee Jaeger, einer Menschenrechtsaktivistin, Adi Kuntsman und Yehudit Keshet gegründet. Nach eigenen Angaben war dies eine Reaktion auf Menschenrechtsverletzungen gegenüber Palästinensern an israelischen Checkpoints. Die Gruppe zeigte Besorgnis über „die ausufernde israelische Reaktion auf die Zweite Intifada und die Abriegelung ganzer Dörfer und Städte im Westjordanland“.
Die Freiwilligen von Machsom Watch besuchen die Kontrollpunkte in Gruppen von zwei bis vier Mitgliedern, beobachten die Vorgänge bei der Abfertigung durch die Soldaten der Israelischen Streitkräfte und dokumentieren sie in Text und Fotos bei Medien und auf ihrer Website. In problematischen Situationen versuchen sie, in den Ablauf einzugreifen und zwischen Soldaten und Zivilisten zu vermitteln.
Obwohl die Organisation von den Soldaten teilweise als Behinderung betrachtet wird, ist sie in dieser Vermittlung oft auch erfolgreich. Durch persönliche Kontakte mit Kommandanten und Interventionen auf Brigadestufe konnte eine teilweise Zusammenarbeit zwischen Streitkräften und Machsom Watch etabliert werden.
Die Aktivistinnen von Machsom Watch werden von Durchfahrenden ständig beschimpft oder bespöttelt. Eine häufig geäußerte und besonders schwerwiegende Beschimpfung ist „Feindinnen Israels“, wie Dalia Globman im November 2013 dem französischen Politologen Samy Cohen berichtete.

## Auszeichnungen
Im März 2004 wurde die Organisation mit dem Emil-Grünzweig-Menschenrechtspreis der Vereinigung für Bürgerrechte in Israel ausgezeichnet. 2008 erhielt sie den Aachener Friedenspreis für ihren „vorbildlichen Einsatz ‚von unten‘ für den Frieden und für eine zivile und gewaltfreie Lösung von Konflikten“.

## Kritik
Während einer zweistündigen Unterredung im März 2006 zwischen Machsom Watch und dem Stabschef der israelischen Armee, Dan Chalutz, sagte dieser, Humanität sei nicht ausschließlich eine Eigenschaft von Machsom Watch, die man nur an Checkpoints testen könne. Sie liege auch darin, Selbstmordattentäter davon abzuhalten, Märkte in Tel Aviv und Netanja zu erreichen.
Auch die Berichterstattung durch die Organisation ist auf Kritik gestoßen: Ebenfalls im März 2006 wurde eine geplante Fotoausstellung von Machsom Watch in der Stadt Beʾer Scheva durch den Bürgermeister der Stadt verboten, da sie „schädlich für die Befindlichkeiten der Öffentlichkeit“ sei. Dieses Verbot wurde angefochten, durch das Oberste Gericht aber als rechtmäßig befunden.